# Galileërkerk
De Galileërkerk is een voormalig kerkgebouw in Leeuwarden in de Nederlandse provincie Friesland.

## Beschrijving
Het klooster Galilea van de franciscanen (minderbroeders) verhuisde in 1498 naar de Tweebaksmarkt (achterzijde aan de Galileër Kerkstraat). Monumentale gebouwen waren het Kapittelhuis (gesloopt in 1849) en de kapel. De kapel werd in 1580 een hervormde kerk. De Galileërkerk werd in 1940 gesloopt.
Enkele onderdelen uit de kerk werden overgebracht naar andere kerken. De preekstoel bevindt zich in de Hobbe van Baerdt Tsjerke (Joure), het Van Dam-orgel in de Grote of Onze-Lieve-Vrouwekerk (Tholen) en enkele grafzerken liggen in de Meinardskerk (Minnertsga). Enkele bouwfragmenten bevinden zich in het Fries Museum.

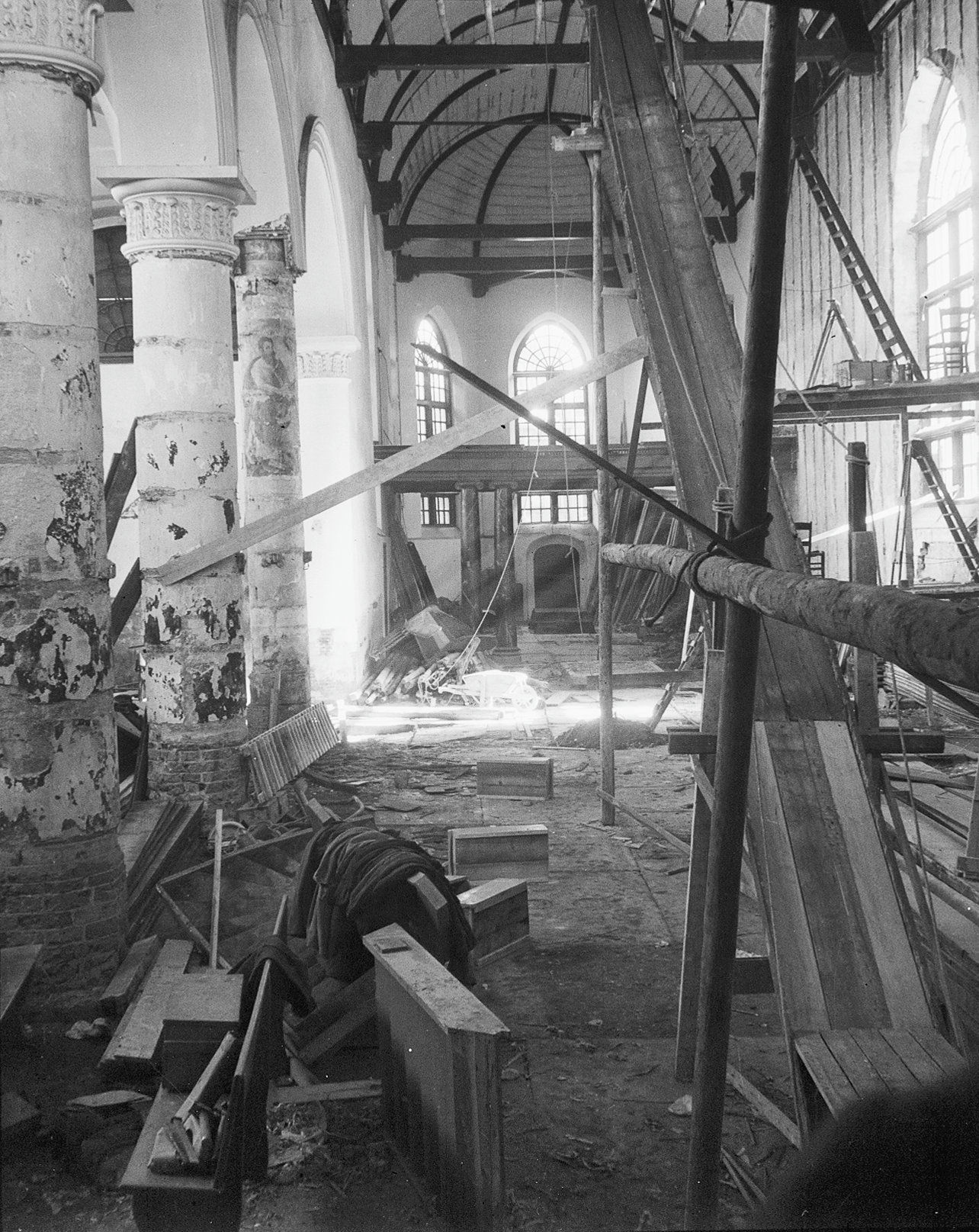
Interieur tijdens sloop
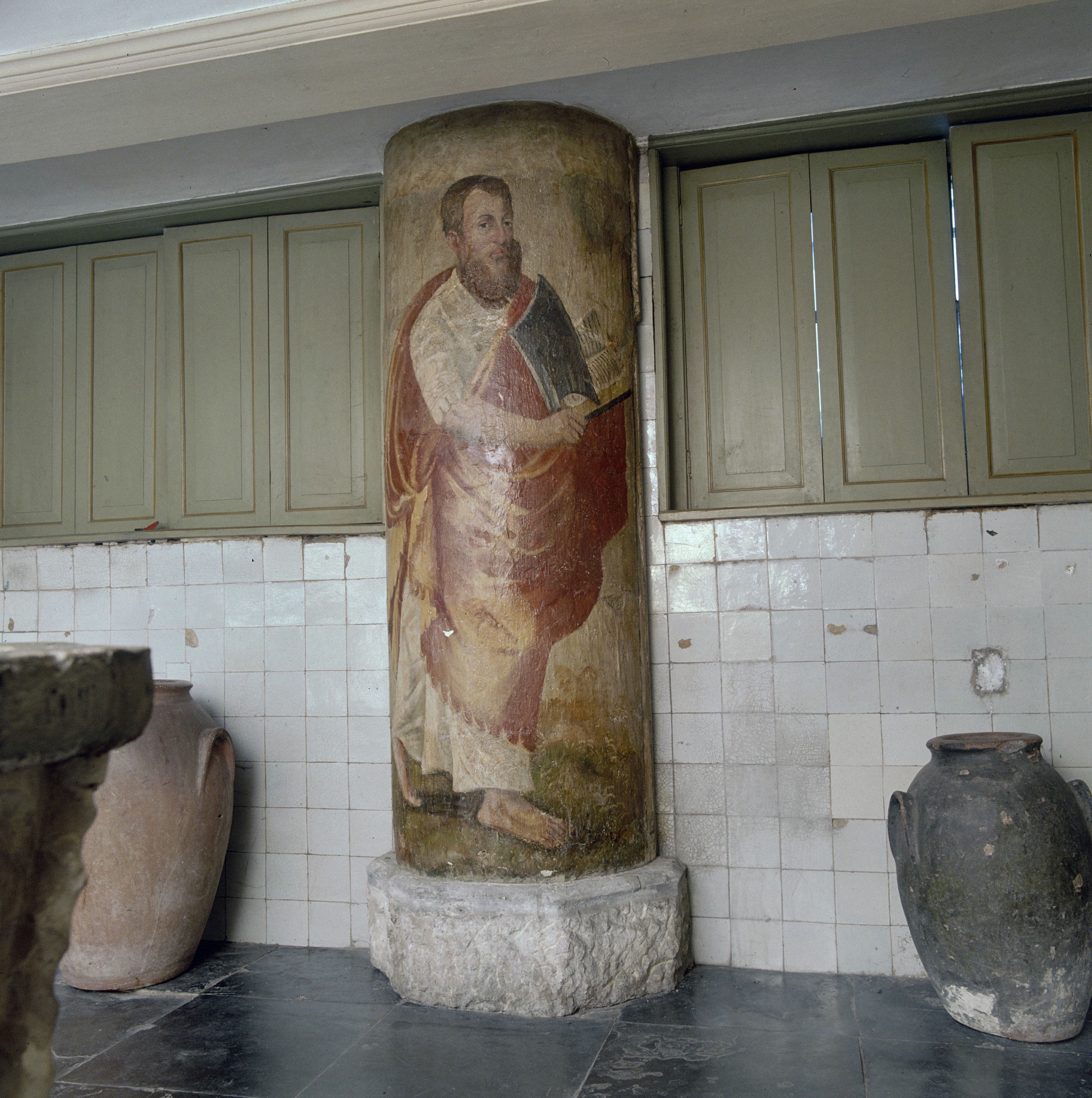
Zuil met schildering (Fries Museum)